# Лесниковка
Лесниковка — деревня в Катайском районе Курганской области. Входит в состав Шутинского сельсовета.

## География
Деревня Лесниковка (Пышма) расположена около мелиоративного канала из Пышминского болота в реку Крестовка, в 20 километрах (33 км по автодороге) к северу от районного центра города Катайска, в 207 километрах (244 км по автодороге) к северо-западу от областного центра города Кургана.

## История
5 июня 1964 года Указом Президиума ВС РСФСР деревня Крестовка переименована в деревню Лесниковка.

## Население
| 1989 | 2002 | 2010 |
| ---- | ---- | ---- |
| 41   | ↘12  | ↘5   |

Национальный состав
- По данным переписи населения 2002 года проживало 12 человек, все казахи.